# (3305) Ceadams
(3305) Ceadams est un astéroïde de la ceinture principale.

## Description
(3305) Ceadams est un astéroïde de la ceinture principale. Il fut découvert le 21 mai 1985 à Lac Tekapo par Alan C. Gilmore et Pamela M. Kilmartin. Il présente une orbite caractérisée par un demi-grand axe de 2,60 UA, une excentricité de 0,16 et une inclinaison de 13,4° par rapport à l'écliptique.

## Compléments